# Clot dels Frares
El Clot dels Frares és una masia de Sant Pere de Ribes (Garraf) protegida com a Bé Cultural d'Interès Local.

## Descripció
Masia situada dins del circuit de l'autòdrom de Rocamar, a migdia del nucli de Ribes. És un edifici aïllat de planta quadrangular i tres crugies. Consta de planta baixa, pis i golfes i té la coberta a quatre vessants. El frontis es compon segons tres eixos; el central té el portal d'accés d'arc de mig punt adovellat. Sobre el mateix hi ha un finestral d'arc pla de pedra carejada, amb l'intradós motllurat i el relleu d'una orla a la llinda, damunt la que hi ha un escut heràldic de pedra. Just a sobre de l'escut hi ha dues mènsules de pedra treballada que haurien sostingut un matacà. Enlloc seu hi ha un pòrtic d'arc escarser arrebossat, situat a nivell de les golfes, on també hi ha la corriola. Els eixos laterals tenen un finestral d'arc pla de factura moderna a la planta baixa i un finestral de pedra carejada com el de l'eix central (inclosa l'orla) al pis. Les golfes s'obren amb una galeria de deu petits pòrtics d'arc escarser arrebossat, que queden interromputs a la part central pel pòrtic que substitueix el matacà. La resta de façanes presenten obertures d'arc pla arrebossat, les de les façana posterior distribuïdes segons tres eixos. A la façana de llevant hi ha tres grups de dues mènsules, que és probable que suportessin balcons. Davant la façana de ponent hi ha la torre de defensa de planta quadrangular, la qual comunicava amb la casa a través d'una passarel·la. El revestiment dels murs manté l'arrebossat amb morter, deixant els angles cantoners de carreus escairats vistos.

## Història
El Clot dels Frares podria correspondre's amb el mas d'Arnaldo de Villarrubia, que apareix anomenat en un capbreu atribuït al segle xiii. La primera referència documental que tenim del Clot com a tal correspon al fogatge de l'any 1365. El nom dels Frares no el va adquirir fins al segle xviii, quan va ser propietat de la Companyia de Jesús. Algunes fonts (PALACIOS, J.L., 1999: 41) apunten que en aquest període la comunitat jesuïta anava a prendre banys durant el període estival. Al cadastre de l'any 1736 hi consta la casa dels pares jesuïtes dita el Clot, habitada per Josep Robert, mentre que tres anys després hi habitava Juan Palmeta. Més endavant, all llibre d'Apeo de l'any 1847, hi consta que el Clot pertanyia a Vicenç Roca i Batlle. Quan es va posar en funcionament l'autòdrom de Terramar que l'envolta, la masia va habilitar-se com a Pavelló Reial. Després del fracàs de la iniciativa, a les seves terres s'hi va construir una granja avícola